# Вортон (Мериленд)
Вортон (енгл. Worton) насељено је место без административног статуса у америчкој савезној држави Мериленд.

## Демографија
По попису из 2010. године број становника је 249.
| Група             | 2000.    | 2010.       |
| Белци             | 0 (0,0%) | 226 (90,8%) |
| Афроамериканци    | 0 (0,0%) | 10 (4,0%)   |
| Азијати           | 0 (0,0%) | 1 (0,4%)    |
| Хиспаноамериканци | 0 (0,0%) | 11 (4,4%)   |
| Укупно            | 0        | 249         |